# Smrtna kazna u Srbiji
Smrtna kazna u Srbiji je primenjivana od nastanka moderne države 1804. do 2002. godine, kada je (26. februara) zakonom ukinuta. Poslednje pogubljenje, streljanjem, izvršeno je 14. februara 1992, a poslednje smrtne presude su izrečene 2003. godine. Srbija je obavezana sledećim međunarodnim konvencijama koje zabranjuju smrtnu kaznu (datumi ratifikacije navedeni su u zagradama): Drugi fakultativni protokol uz Međunarodni pakt o građanskim i političkim pravima (6. septembar 2003) i Protokoli br. 6 i 13 uz Evropsku konvenciju o ljudskim pravima (3. mart 2004). Prema čl. 24 važećeg Ustava (2006): „Ljudski život je neprikosnoven. U Republici Srbiji nema smrtne kazne“.

## Istorija

### Srbija, 1804−1914
U prvim decenijama 19. veka, smrtna kazna u Srbiji je primenjivana veoma često, i to za najrazličitija krivična dela: ubistvo, krađu, političke delikte, čedomorstvo, pa čak i za „smešenije“ (vanbračni polni odnos). Do 1858. godine, korišćeni su različiti načini pogubljenja: streljanje, vešanje, lomljenje točkom, „mrtva šiba“ i dekapitacija, a u početku je bilo i nabijanja na kolac. Do 1842, za ubice je bila propisana „ekvivalentna“ smrtna kazna, što znači da je ubica imao biti ubijen na isti način (pa i istim oružjem) na koji je bila ubijena žrtva. Pored toga, tela pogubljenih su skoro uvek javno izlagana na točku na određeno vreme ili „do potpunog raspadenija“. 1858. godine su ukinuti svi načini pogubljenja osim streljanja, a tela pogubljenih više nisu javno izlagana.
Po prvom Krivičnom zakoniku Srbije, koji je donet 1860. godine, smrtna kazna se izvršava javno, streljanjem, a telo pogubljenog se odmah ukopava u zemlju na mestu izvršenja smrtne kazne. Taj Zakonik je propisao smrtnu kaznu za 16 krivičnih dela: različite oblike ubistva i razbojništva sa smrtnom posledicom, kao i za veleizdaju. Ali, već 1863. godine je smrtna kazna ponovo propisana za krađu i još neka krivična dela. Smrtna kazna za krađu je ukinuta tek 1902. godine. Od 1905. godine smrtne kazne u Beogradu više nisu izvršavane javno, nego na skrovitim mestima bez prisustva publike, ali su u drugim gradovima i selima izvršenja i dalje ostala javna i prisustvovale su im hiljade posmatrača.
Redovne statistike o smrtnim kaznama počele su da se vode tek 1889. godine. Pre toga, tačni podaci postoje samo za pojedine godine. Na primer: 1844. godine osuđeno je 62 (pogubljeno 50), 1857 – 87 (10), 1868 – 64 (36) a 1887 – 34 (23). U 1883. godini, kada se zbila Timočka buna, izrečeno je 117, a izvršeno 47 smrtnih presuda, uglavnom nad pobunjenicima. Prema zvaničnim statistikama, od 1889. do 1914. u Srbiji je osuđeno na smrt 600 lica, a pogubljeno njih 344.

### Jugoslavija, 1918−1941
Kada je, 1918. godine, stvorena Kraljevina SHS, u raznim delovima nove države na snazi su ostali razni pravni sistemi. U severozapadnim pokrajinama (Bosna i Hercegovina, Hrvatska, Slavonija, Dalmacija, Slovenija i Vojvodina), smrtna kazna je izvršavana vešanjem u ograđenom prostoru uz ograničeno prisustvo javnosti. U ostatku zemlje (Srbija, Kosovo, Crna Gora i Makedonija), jedini zakonski način izvršenja je i dalje bilo streljanje na javnom mestu. Kada je, 1929. godine, donet jedinstven Krivični zakonik za celu zemlju, kao jedini način pogubljenja propisano je vešanje. Izuzetak su bile smrtne presude vojnih sudova, koje su izvršavane streljanjem.
Smrtne kazne su izricane najviše za ubistvo i razbojništvo sa smrtnom posledicom, ali i za terorizam. Kao teroristi su kažnjavani komunisti i hrvatski, makedonski i kosovski separatisti. Prema zvaničnim statistikama, od 1920. do 1940. u Srbiji je izrečeno 459, a izvršene su 232 smrtne presude, što daje godišnji prosek od 22 presude i 11 pogubljenja. (U celoj Jugoslaviji su u istom periodu izrečene 904, a izvršena 291 smrtna presuda, tj. u proseku 43 presude i 14 pogubljenja godišnje.)
Smrtnu kaznu vešanjem su izvršavali državni dželati (krvnici): Alojz Sajfrid (1918—1922), Florijan Mauzner (1922-1928) i Karlo Dragutin Hart (1928-1941).

### Jugoslavija, 1945−1991
U prvim godinama posle Drugog svetskog rata, smrtne kazne su u velikom broju svakodnevno izricane kolaboracionistima i ratnim zločincima, ali i „narodnim neprijateljima“, tj. svima onima koji su se protivili novom komunističkom režimu. Tačnih i pouzdanih podataka nema, ali je od 1944. do 1951. u celoj Jugoslaviji verovatno izrečeno oko 10.000 smrtnih presuda, od kojih je većina izvršena. U Srbiji je sigurno bilo nekoliko hiljada osuđenih na smrt i pogubljenih. Pored političkih krivičnih dela, smrtna kazna je izricana i za imovinski kriminalitet – krađe i pronevere državne imovine i, najzad, za klasičan kriminalitet (ubistva i razbojništva). Do 1959. godine, smrtne kazne su izvršavane streljanjem ili vešanjem, prema odluci suda, s tim što se vešanje smatralo za teži oblik i manje je korišćeno. Posle 1950. godine, broj smrtnih kazni značajno opada. Prema zvaničnim statističkim podacima, od 1950. do 1958. godine u Jugoslaviji je smrtnih presuda bilo 229 (oko 29 godišnje), a u Srbiji 122 (oko 15). Ne postoje zvanični podaci o pogubljenjima, ali se može pretpostaviti da je od svih izrečenih smrtnih kazni izvršeno oko dve trećine.
Reforma od 1959. godine bitno je ublažila strogost krivičnog zakonodavstva. Smanjen je broj kapitalnih krivičnih dela i ukinuta je smrtna kazna za imovinski kriminalitet. Ukinuto je izvršenje smrtne kazne vešanjem, pa je jedini zakonski način pogubljenja ostalo streljanje, koje vrši vod od osam policajaca (od kojih polovina imaju puške s bojevom municijom, a polovina sa ćorcima), bez prisustva javnosti. Od 1959. do 1991. godine, broj izrečenih smrtnih kazni u Jugoslaviji pada na dve do tri godišnje, a u Srbiji na dve. (Više od 70% svih smrtnih kazni izrečenih u Jugoslaviji otpada na Srbiju.)

### Srbija posle 1991
U Srbiji, koja je od 1992. godine bila deo Savezne Republike Jugoslavije, sudovi su od 1991. do 2002. izrekli 19 smrtnih kazni, od kojih nijedna nije izvršena. 14. februara 1992. u Somboru je streljan Johan Drozdek, osuđen na smrt 1988. godine zbog silovanja šestogodišnje devojčice.

## Abolicija

### Prvi pokušaji
Pesnik Sima Milutinović Sarajlija (1791–1847) napisao je 1826. godine knezu Milošu Obrenoviću jedno pismo, u kome ga je savetovao da ukine smrtnu kaznu. Sticajem prilika, Knez nikada nije primio Milutinovićevo pismo, i tako od ovog projekta nije bilo ništa. 
Prilikom izrade nacrta Krivičnog zakonika 1858. godine, profesor prava i sudija Jovan Filipović (1819–1876) predložio je ukidanje smrtne kazne, tvrdeći da je ona protivna tadašnjem srpskom Ustavu. Komisija za izradu nacrta nije prihvatila ovaj predlog. 
Januara 1881, u Narodnoj skupštini su poslanici Narodne radikalne stranke podneli dva predloga o potpunom ukidanju smrtne kazne, ali oni nisu prihvaćeni. Sličan predlog, ali ograničen na ukidanje smrtne kazne samo za političke krivice, podnet je Narodnoj skupštini i 1887. godine. 
Prilikom donošenja novog Ustava 1888. godine vođena je rasprava o smrtnoj kazni, ali predlog da se ona ukine nije dobio većinu u Ustavotvornom odboru.
Rasprava o ukidanju smrtne kazne vođena je u Narodnoj skupštini i 1906. godine, s istim rezultatom. Tom prilikom se za aboliciju zalagao i tadašnji ministar pravde Milenko Vesnić.
Kada je 1921. godine donošen Ustav za novostvorenu Jugoslaviju, stranke levice (komunisti i republikanci), kao i neke manje stranke iz Slovenije i Hrvatske, zalagale su se, bezuspešno, za ukidanje smrtne kazne.
Organizacije žena Jugoslavije, na čelu s Narodnim ženskim savezom, tražile su 1926. godine ukidanje smrtne kazne „kako nad ženama tako i nad ljudima“.
Marksistički teoretičari, okupljeni oko časopisa Praxis, 1963. godine predlažu ukidanje smrtne kazne.
Beogradski advokat Srđa Popović uputio je 1980. godine jugoslovenskim vlastima peticiju s predlogom da se smrtna kazna ukine.
Godine 1981. je u Beogradu osnovano Društvo za borbu protiv smrtne kazne, ali su ga vlasti zabranile. Godine 1983. je više od hiljadu građana Jugoslavije, najvećim delom iz Slovenije, potpisalo peticiju parlamentu sa zahtevom da se smrtna kazna ukine.

### Delimična abolicija, 1992
Ustav SR Jugoslavije (koja se sastojala samo od Srbije i Crne Gore) od 26. aprila 1992. ukinuo je smrtnu kaznu za krivična dela propisana saveznim zakonima (genocid, ratni zločini, politički i vojni delikti i dr.), ali su federalne jedinice zadržale pravo da propisuju smrtnu kaznu za dela iz svoje nadležnosti (ubistvo i razbojništvo).

### Konačna abolicija, 2002
Narodna skupština Srbije je 26. februara 2002. izmenila Krivični zakonik tako što je iz njega izbrisala smrtnu kaznu. Kao što je isticano u parlamentarnoj debati, glavni motiv za ovu aboliciju bilo je pridruživanje tadašnje SR Jugoslavije Savetu Evrope. 

## Javno mišljenje
Uoči ukidanja smrtne kazne, ujesen 2001. godine, jedno istraživanje stavova o smrtnoj kazni, sprovedeno na reprezentativnom uzroku od 926 građana Srbije, pokazalo je da su ispitanici potpuno ravnomerno na one koji podržavaju smrtnu kaznu (43%) i one koji su za njeno ukidanje (43%). Preostalih 14 procenata su bili neodlučni. Od 2007, svake godine se sprovodi istraživanje javnog mnjenja na standardnom uzorku od oko 1.000 građana, sa u osnovi istim rezultatima. Ispitanici su ravnomerno podeljeni, s tim što se mala većina (od dva–tri procenta) jedne godine izjašnjava za smrtnu kaznu, a druge protiv nje, kao na klackalici.
Ankete javnog mnjenja, Srbija, 2001, 2007–2019 (bez „neodlučnih“)
| Godina | Protiv smrtne kazne (%) | Za smrtnu kaznu (%) |
| ------ | ----------------------- | ------------------- |
| 2002   | 50                      | 50                  |
| 2007   | 56                      | 44                  |
| 2008   | 48                      | 52                  |
| 2009   | 52                      | 48                  |
| 2010   | 47                      | 53                  |
| 2011   | 53                      | 47                  |
| 2012   | 49                      | 51                  |
| 2013   | 43                      | 57                  |
| 2014   | 30                      | 70                  |
| 2015   | 38                      | 62                  |
| 2016   | 30                      | 70                  |
| 2017   | 32                      | 68                  |
| 2018   | 30                      | 70                  |
| 2019   | 30                      | 70                  |

## Napomene
1. ↑  Toma Živanović, Zakonski izvori krivičnog prava Srbije od 1804. do 1865, Beograd: SANU, 1967
2. ↑  „Kaznitelni zakonik za Knjažestvo Srbiju, 1860, čl. 13” (PDF). Архивирано из оригинала (PDF) 04. 03. 2016. г. Приступљено 15. 09. 2012.
3. ↑  Izmene Kaznitelnog zakonika, 1863 Архивирано на веб-сајту  (26. септембар 2020), čl. 223
4. 1 2 3 4 5 6  Ivan Janković, Na belom hlebu: Smrtna kazna u Srbiji, 1804-2002, Beograd: Službeni glasnik i Clio, 2012
5. ↑  Statistički godišnjaci Kraljevine SHS / Jugoslavije, 1921–1941
6. ↑  Vuk Karadžić, Sabrana dela, XXII, Beograd: SANU, 1989
7. ↑  Borko Nikolić i Ružica Žarevac, Preživela kazna, Beograd: Beogradski centar za ljudska prava, 2002
8. ↑  „Potpuni izveštaji o anketama”. Архивирано из оригинала 09. 02. 2021. г. Приступљено 15. 09. 2012.

## Spoljašnje veze
- Smrtna kazna u Srbiji („Večernje novosti“, feljton, oktobar 2012) Архивирано на веб-сајту  (16. октобар 2012)